# Sigmund Ruud
Sigmund Ruud (Kongsberg, 30 dicembre 1907 – 7 aprile 1994) è stato un saltatore con gli sci, sciatore alpino e dirigente sportivo norvegese.
Fu fratello di Birger e Asbjørn, a loro volta sciatori di alto livello.

## Biografia

### Carriera sciistica
Sigmund Ruud fu il primo di tre figli di Niels Sigurd Theodor Ruud e Mathilde Throndsen; tutti e tre vinsero il titolo mondiale nel salto con gli sci (Asbjørn nel 1938, mentre Birger fu - assieme al connazionale Reidar Andersen - il dominatore del salto con gli sci per tutti gli anni trenta).

#### Stagioni 1928-1931
Ai II Giochi olimpici invernali di Sankt Moritz 1928 Sigmund Ruud vinse la medaglia d'argento, secondo nella gara di salto dietro al connazionale Alf Andersen; l'anno dopo fu campione del mondo di salto ai Mondiali di Zakopane. Nell'edizione successiva, ospitata sulla collina di Holmenkollen a Oslo, fu terzo.
Ai Mondiali del 1931 fu sesto nella gara in cui il fratello Birger, astro nascente della specialità, vinse il primo dei suoi tre titoli mondiali. Nello stesso anno stabilì il suo primato mondiale del salto con gli sci, il 24 febbraio sul trampolino Bolgenschanze di Davos (81,5 m).

#### Stagioni 1932-1936
Ai III Giochi olimpici invernali di Lake Placid 1932 Ruud chiuse la gara di salto al 7º posto, mentre l'anno dopo stabilì altri due primati mondiali, entrambi il 19 gennaio sul trampolino Bretaye di Villars (rispettivamente 84 e 86 m).
Ruud partecipò anche ai IV Giochi olimpici invernali di Garmisch-Partenkirchen 1936, gareggiando questa volta nello sci alpino: disputò la discesa libera valida per la combinata - l'unica prova di sci alpino in programma - concludendo con il tempo di 5'11"6, ma a causa di un infortunio non si presentò alla partenza dello slalom speciale.

### Carriera dirigenziale
Ruud ricoprì per due volte la carica di presidente della commissione per il salto con gli sci in seno alla Federazione Internazionale Sci: la prima dal 1946 al 1955 e la seconda dal 1959 al 1967.

### Altre attività
Durante l'invasione tedesca della Norvegia del 1940, nel corso della Seconda guerra mondiale, Sigmund e il fratello Birger Ruud si schierarono apertamente contro gli invasori. Nel 1943 parteciparono a una gara di sci clandestina (la Federazione norvegese aveva assunto posizioni collaborazioniste); per questo Birger fu internato a Grini, un campo di concentramento situato nella periferia di Oslo.

## Palmarès

### Salto con gli sci

#### Olimpiadi
- 1 medaglia, valida anche ai fini iridati:
  - 1 argento (trampolino normale a Lake Placid 1932)

#### Mondiali
- 2 medaglie, oltre a quella conquistata in sede olimpica e valida anche ai fini iridati:
  - 1 oro (trampolino normale a Zakopane 1929)
  - 1 bronzo (trampolino normale a Oslo 1930)

## Riconoscimenti
Nel 1949 ricevette la Medaglia Holmenkollen, il più alto riconoscimento per uno sciatore norvegese.